# Амфревил сир Итон
Амфревил сир Итон (фр. Amfreville-sur-Iton) насеље је и општина у северној Француској у региону Горња Нормандија, у департману Ер која припада префектури Евре.
По подацима из 2011. године у општини је живело 769 становника, а густина насељености је износила 140,33 становника/km². Општина се простире на површини од 5,48 km². Налази се на средњој надморској висини од 23 метара (максималној 152 m, а минималној 20 m).

## Демографија
| 1962. | 1968. | 1975. | 1982. | 1990. | 1999. | 2011. |
| ----- | ----- | ----- | ----- | ----- | ----- | ----- |
| 308   | 367   | 367   | 489   | 633   | 716   | 769   |

График промене броја становника у току последњих година